# Séisme de 1976 au Guatemala

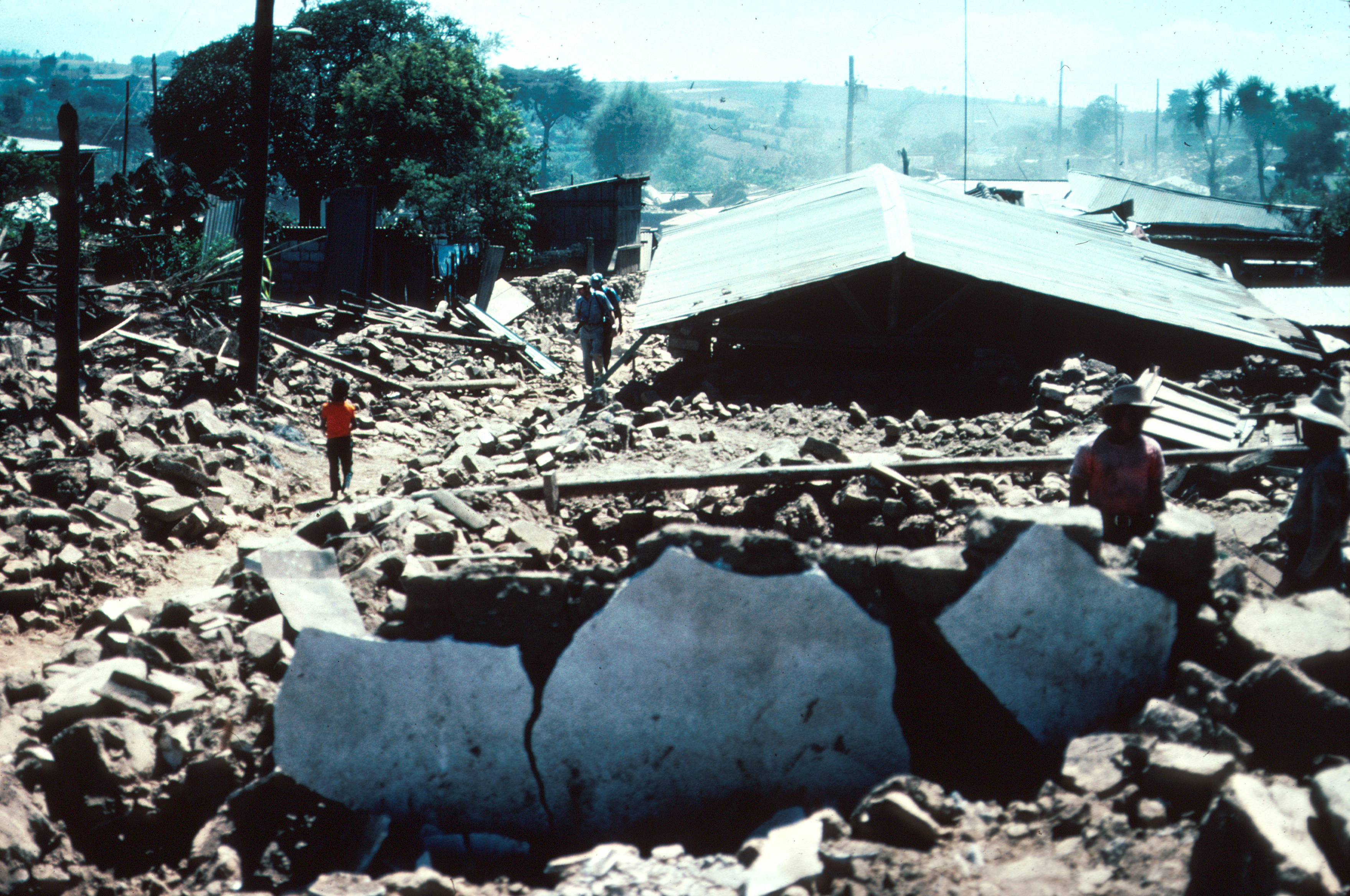

Le séisme de 1976 au Guatemala est un séisme qui s'est produit au Guatemala, à 160 km au nord-est de la capitale Guatemala le 4 février 1976 avec une magnitude de 7,5. Le bilan de cette catastrophe est de plus de 23 000 morts, 76 000 blessés et de gros dégâts matériels.

## Caractéristiques du séisme
L'épicentre du séisme se trouve à proximité de la ville de Los Amates dans la partie est de la faille de Motagua qui sépare la plaque nord-américaine et la plaque caraïbe.

## Conséquences

### Bilan humain
Le bilan final s'élève à 23 000 morts et 76 000 blessés.

### Dégâts matériels
Les villes à travers le pays ont souffert d'importants dommages, les maisons en adobe aux alentours de Guatemala ont presque toutes été détruites. Au total, environ 258 000 maisons furent détruites, laissant 1,2 million de gens sans domicile. Plus de 40% des hôpitaux du pays furent détruits. Au total, 1 250 écoles furent partiellement ou totalement détruites. Les classes ne reprirent que le 15 mars, soit un mois et demi après le séisme.

#### Patrimoine culturel
Les ruines de Mixco Viejo, au nord du département de Chimaltenango, subirent de gros dégâts. Plusieurs églises coloniales furent totalement ou partiellement détruite, ainsi que plusieurs bâtiments historiques tels que des ruines précolombiennes.